# Liechtenstein a 2002. évi téli olimpiai játékokon
Liechtenstein az egyesült államokbeli Salt Lake Cityben megrendezett 2002. évi téli olimpiai játékok egyik részt vevő nemzete volt. Az országot az olimpián 2 sportágban 8 sportoló képviselte, akik érmet nem szereztek.

## Alpesisí
Férfi
| Versenyző       | Versenyszám            | 1. futam | 1. futam | 2. futam      | 2. futam      | Összesítés    | Összesítés    |
| Versenyző       | Versenyszám            | Idő      | Hely.    | Idő           | Hely.         | Idő           | Helyezés      |
| --------------- | ---------------------- | -------- | -------- | ------------- | ------------- | ------------- | ------------- |
| Marco Büchel    | Lesiklás               |          |          |               |               | 1:41,86       | 29.*          |
| Marco Büchel    | Óriás-műlesiklás       | 1:13,67  | 15.      | 1:12,22       | 18.           | 2:25,89       | 17.           |
| Marco Büchel    | Szuperóriás-műlesiklás |          |          |               |               | 1:23,52       | 13.*          |
| Markus Ganahl   | Műlesiklás             | 51,85    | 24.      | nem ért célba | nem ért célba | kiesett       | kiesett       |
| Markus Ganahl   | Óriás-műlesiklás       | 1:14,70  | 31.      | 1:13,22       | 26.*          | 2:27,92       | 27.           |
| Jürgen Hasler   | Lesiklás               |          |          |               |               | 1:41,76       | 26.           |
| Jürgen Hasler   | Szuperóriás-műlesiklás |          |          |               |               | nem ért célba | nem ért célba |
| Michael Riegler | Óriás-műlesiklás       | 1:16,16  | 45.      | 1:14,58       | 34.           | 2:30,74       | 35.           |
| Michael Riegler | Szuperóriás-műlesiklás |          |          |               |               | nem ért célba | nem ért célba |
| Achim Vogt      | Óriás-műlesiklás       | 1:14,84  | 32.      | 1:12,74       | 21.           | 2:27,58       | 23.           |

Női
| Versenyző            | Versenyszám      | 1. futam | 1. futam | 2. futam | 2. futam | Összesítés | Összesítés |
| Versenyző            | Versenyszám      | Idő      | Hely.    | Idő      | Hely.    | Idő        | Helyezés   |
| -------------------- | ---------------- | -------- | -------- | -------- | -------- | ---------- | ---------- |
| Birgit Heeb-Batliner | Óriás-műlesiklás | 1:17,29  | 10.      | kizárták | kizárták | kiesett    | kiesett    |

* - egy másik versenyzővel azonos eredményt ért el

## Sífutás
Férfi
| Versenyző     | Versenyszám | Selejtező | Selejtező | Negyeddöntő | Negyeddöntő | Elődöntő | Elődöntő | B döntő | B döntő | Döntő     | Döntő    |
| Versenyző     | Versenyszám | Idő       | Hely.     | Idő         | Hely.       | Idő      | Hely.    | Idő     | Hely.   | Idő       | Helyezés |
| ------------- | ----------- | --------- | --------- | ----------- | ----------- | -------- | -------- | ------- | ------- | --------- | -------- |
| Markus Hasler | Sprint      | 2:53,74   | 15.       | 2:53,3      | 3.          | kiesett  | kiesett  | kiesett | kiesett | kiesett   | 12.      |
| Markus Hasler | 30 km       |           |           |             |             |          |          |         |         | 1:14:47,0 | 25.      |
| Markus Hasler | 50 km       |           |           |             |             |          |          |         |         | 2:20:31,8 | 36.      |
| Stefan Kunz   | Sprint      | 2:55,91   | 23.       | kiesett     | kiesett     | kiesett  | kiesett  | kiesett | kiesett | kiesett   | 22.      |
| Stefan Kunz   | 30 km       |           |           |             |             |          |          |         |         | 1:15:56,8 | 31.      |

| Versenyző     | Versenyszám              | 10 km klasszikus | 10 km klasszikus | 10 km szabad | 10 km szabad | Helyezés |
| Versenyző     | Versenyszám              | Idő              | Hely.            | Időhátrány   | Idő          | Helyezés |
| ------------- | ------------------------ | ---------------- | ---------------- | ------------ | ------------ | -------- |
| Markus Hasler | 10 + 10 km üldözőverseny | 27:52,1          | 41.              | +1:44        | 25:07,3      | 26.      |
| Stefan Kunz   | 10 + 10 km üldözőverseny | 28:01,4          | 42.              | +1:54        | 26:14,2      | 43.      |